# Luigi Bisignani
Luigi Bisignani (Milano, 18 ottobre 1953) è un faccendiere ed ex giornalista italiano, definito anche "manager del potere nascosto".

## Biografia
Figlio di Renato, manager della Pirelli, e di Vincenzina Carpano, si laurea in economia.

### Giornalista
Si trasferisce a Roma dove, a 20 anni, inizia a lavorare come giornalista all'agenzia di stampa ANSA.
Su segnalazione di Licio Gelli, a 23 anni diviene addetto stampa del Ministro del tesoro e poi del Ministro dei lavori pubblici, Gaetano Stammati, nei governi presieduti da Giulio Andreotti tra il 1976 e il 1979. Nel 1981, il suo nome compare negli elenchi della loggia massonica P2 rinvenuti a Castiglion Fibocchi. Le cronache raccontano che lui in persona dette la notizia all'ANSA, per la quale già da qualche anno è redattore e si occupa di massoneria. Bisignani smentisce la sua appartenenza a qualsiasi loggia.
Nel 1989, viene distaccato dall'ANSA, dove era caporedattore, al comitato organizzatore di Italia 1990, il cui direttore generale era Luca Cordero di Montezemolo. 
Nel 1992, Bisignani è chiamato nel gruppo Ferruzzi - Montedison per occuparsi di editoria e comunicazione e diviene responsabile delle relazioni istituzionali del gruppo, che controllava anche il Messaggero e Telemontecarlo. In questa veste venne coinvolto dell'inchiesta Enimont. Ha collaborato anche con i settimanali Panorama e L'Espresso.
Il 20 gennaio 2000, viene radiato dall'Ordine dei giornalisti italiano con provvedimento adottato dal Consiglio regionale dei giornalisti del Lazio e divenuto definitivo con provvedimento del Consiglio nazionale dell'ordine nel 2002. L'Ordine dei giornalisti ha poi più volte negli anni emesso comunicati stampa per chiarire che Bisignani non è più un giornalista che fa parte dell'Ordine essendone stato radiato.

### Altre attività
È stato vicepresidente esecutivo per il ramo internazionale del gruppo Ilte. Oggi, è presidente di una società di consulenza, la Four Consulting.
È autore di tre spy-story: Il sigillo della porpora (1988), Nostra signora del KGB (1992), e Il direttore (2014). Insieme con Paolo Madron ha scritto il saggio L'uomo che sussurra ai potenti (2013), bestseller da oltre 150 000 copie e anche, nel 2015, I potenti al tempo di Renzi.
Nell'ottobre 2015, è ospite del programma Virus - Il contagio delle idee per parlare dei presidenti del Consiglio e della Repubblica, del bene e del male contenuto nella legge di stabilità, e ne diventa ospite fisso da dicembre 2015 fino alla chiusura della trasmissione.
Nel dicembre 2015, il suo nome è stato fatto da monsignor Balda, imputato nel processo Vatileaks II, come consigliere dell'altra presunta gola profonda, Immacolata Chaoqui, ma Bisignani non è risultato tra i rinviati a giudizio.

## Controversie e vicende giudiziarie
- Condanna nel processo Enimont: Nel 1993 la Procura di Milano chiede il suo arresto per violazione della legge sul finanziamento pubblico dei partiti nell'inchiesta Enimont. Il 7 gennaio 1994 Bisignani viene arrestato[19]. Nel 1998 la Corte di cassazione conferma la sua condanna a due anni e sei mesi[17]. A seguito della definitiva condanna, nel 2000 viene anche radiato dall'Ordine dei giornalisti[20].

- Inchiesta Why Not: il suo nome compare nell'Inchiesta Why Not del pm Luigi De Magistris[21], ma il Tribunale del riesame di Catanzaro ha annullato tutti gli atti relativi al suo coinvolgimento[22].

- Coinvolgimento nella inchiesta P4: il 15 giugno 2011 è sottoposto a detenzione domiciliare per l'ipotesi di reato di favoreggiamento e rivelazione di segreto d'ufficio, nell'ambito dell'inchiesta sulla cosiddetta associazione P4[23][24][25][26], condotta dai pubblici ministeri della Procura di Napoli Francesco Curcio e Henry John Woodcock[27]; analogamente, richiesta di custodia cautelare è stata inviata alla Camera di appartenenza del deputato PdL ed ex magistrato Alfonso Papa (accusato di concussione). Le indagini da cui è derivata la misura cautelare degli arresti domiciliari sono definite «di ampio respiro» dalla Procura di Napoli: secondo la stessa Procura, esse «riguardano l'illecita acquisizione di notizie e di informazioni, anche coperte da segreto, alcune delle quali inerenti a procedimenti penali in corso nonché di altri dati sensibili o personali al fine di consentire a soggetti inquisiti di eludere le indagini giudiziarie ovvero per ottenere favori o altre utilità». In altri termini, le indagini giudiziarie avrebbero come oggetto la gestione di notizie riservate, appalti, nomine e finanziamenti da parte di un sistema informativo parallelo, segreto e deviato, volto alla commissione di «un numero indeterminato di reati contro la pubblica amministrazione e contro l'amministrazione della giustizia», in un misto di dossier e ricatti, anche attraverso interferenze su organi costituzionali. Per uno dei filoni legati a quest'indagine, il 19 febbraio 2014 viene nuovamente posto agli arresti domiciliari per alcuni appalti di Palazzo Chigi.[28] Patteggia la pena a un anno e sette mesi "per gravi motivi familiari".[29]
- Coinvolto insieme con Denis Verdini e altri nell'inchiesta sulla loggia Ungheria, nel settembre 2023 il fascicolo viene archiviato dal GIP di Perugia su richiesta della stessa Procura poiché la loggia non è mai esistita.[30]

## Opere
- Il sigillo della porpora, 1988, Rusconi
- Nostra signora del KGB, 1992, Rusconi
- L'uomo che sussurra ai potenti, con Paolo Madron, 2013, ChiareLettere
- Il direttore, 2014, ChiareLettere
- I potenti al tempo di Renzi, con Paolo Madron, 2015, ChiareLettere
- I potenti al tempo di Giorgia, con Paolo Madron, 2023, ChiareLettere